# WUXGA
Wide Ultra eXtended Graphics Array o WUXGA es un modo de visualización gráfica de ordenadores, incluyendo tarjetas de video y monitores.
Dichos sistemas han ido evolucionando a lo largo del tiempo, pasando por algunos tan conocidos como el primitivo CGA, VGA, SuperVGA, XGA y UXGA, aumentando en cada sistema la resolución y el número de colores. Estos sistemas, así denominados suelen referirse a monitores no panorámicos, es decir, en formato 4:3.
Cuando nos referimos a formato panorámico 16:9 o 16:10 añadimos al principio de las siglas anteriores W, por lo que WUXGA es una adaptación del modo UXGA para monitores panorámicos.
WUXGA tiene una resolución de 1920x1200, equivalente a 2,3 Megapixeles.